# Bracia Rico (Teatr Telewizji)
Bracia Rico – spektakl Teatru Telewizji z cyklu Teatru Sensacji „Kobra” z 1975 roku w reż. Marka Piwowskiego. Film powstał na podstawie powieści Georges’a Simenona z 1952 roku pod tym samym tytułem (org. Les freres Rico).

## Fabuła
Tytułowi bracia Rico to gangsterzy działający w Stanach Zjednoczonych. Pewnego dnia, podczas krwawej akcji, jeden z nich – Tony, uchodzi cało przed pościgiem policji dzięki pomocy Nory Malaks. Tony zakochuje się w swej wybawczyni od pierwszego wejrzenia i wkrótce bierze z nią ślub. Postanawia również wycofać się z przestępczego interesu. Jednak brat Nory – adwokat, postanawia zrobić karierę na swoim szwagrze. Zgłasza się na policję i oferuje zeznania Tony’ego w zamian za jego amnestię. Szefowie mafii nie zamierzają do tego dopuścić, polecają bratu Tony’ego – Eddiemu odnalezienie brata i przemówienie mu do rozumu. Kiedy Eddie odnajduje wreszcie Tony’ego, przekonuje się, że mafiosi chcieli go tylko wykorzystać do odnalezienia kryjówki Tony’ego celem zabicia go. Zdający sobie doskonale sprawę z sytuacji Eddie, nie jest w stanie zrobić nic więcej niż w ostatniej rozmowie telefonicznej pożegnać się z bratem.

## Obsada
- Zbigniew Zapasiewicz – Eddie Rico
- Jan Nowicki – Tony Rico
- Zofia Małynicz – matka braci
- Jan Świderski – Mike (egzekutor)
- Piotr Fronczewski – Dilon
- Joanna Żółkowska – Nora Malaks
- Bolesław Płotnicki – ojciec Nory
- Ewa Milde – żona Eddiego
- Maria Chwalibóg – Claudia Felici
- Eugeniusz Kamiński – Phill
- Krzysztof Majchrzak – Joe
- Czesław Roszkowski – bilardzista
- Jan Himilsbach – bilardzista
- Krzysztof Świętochowski – Marco Felici
- Marian Glinka – George Malaks
- Joachim Lamża – Gonzales

i inni.